# 井戸垣彰
井戸垣 彰（いどがき あきら、1935年 - 1994年6月）は、日本の牧師、キリスト教の著作家。
鳥取県出身。労働省（現、厚生労働省）、大蔵省に勤務した。中央大学第2法学部、聖書神学舎（現、聖書宣教会）卒業。日本福音キリスト教会連合、岩井キリスト教会牧師（井戸垣没後は、夫人が同教会の伝道師 をしていたが、牧師と再婚した）。

## 著作
- 『信じるなら神の栄光を見る』いのちのことば社　1997年 ISBN 4264016975
- 『神よ、どうして… 理不尽な苦しみ、人生の不条理』いのちのことば社1993年ISBN 4264014077
- 『主よ、来てください』  いのちのことば社 1991年 ISBN 4264012597
- 『ヨハネの手紙第1（聖書講解シリーズ）』
- 『聖霊に満たされた生活』
- 『このくにで主に従う』いのちのことば社 1985年 ISBN 4264006945
- 『信教の自由と日本の教会』いのちのことば社　1983年 ISBN 4264006244
- 『聖霊に導かれて進もう』
- 『キリスト者であることと日本人であること』ISBN 4264009456

訳書
- 『山上の説教（上・下）』ロイドジョンズ著 ISBN 4791200268 ISBN 4791200276
- 『天よりの主イエス』レオン・モリス著 聖書図書刊行会 1964年
- 『失われた羊を尋ねて』D・L・ムーデー いのちのことば社 1960年